# 維吉爾·阿布洛
維吉爾·阿布洛（英語：Virgil Abloh，/ˈæbloʊ/，1980年9月30日—2021年11月28日）是一位美國時尚設計師、唱片騎師及音樂製作人，自2018年3月起擔任路易威登男裝藝術監督。阿布洛同時也是Off-White的首席执行官，他在2009年與饒舌歌手肯伊·威斯特一同在芬迪實習，兩人在時尚設計之路互相合作，為阿布洛於2013年自行創立的米蘭潮流品牌Off-White奠定基石。《時代》將他評為2018年全球百大最具影響力人物之一。

## 早年生活
1980年9月30日，阿布洛於美國伊利諾州罗克福德出生，雙親為迦納移民，母親為一名裁縫師。阿布洛進入罗克福德當地的博伊兰中央天主高中就讀，在學期間認識了現任妻子香農（Shannon）。1998年高中畢業後，阿布洛進入威斯康星大学麦迪逊分校主修土木工程，於2002年畢業並取得學士學位，至2006年，於伊利諾理工學院取得建筑碩士學位。

## 職業生涯

### 2009－2013年：崛起
2009年，阿布洛在大學畢業後進入芬迪实习，結識了同在義大利羅馬總部擔任實習生的饒舌歌手肯伊·威斯特。隔年，威斯特任命阿布洛作為其創意公司DONDA的創意總監。2011年，阿布洛擔任Jay-Z與肯伊·威斯特合作專輯《目視王座》的藝術總監。阿布洛在2012年自創紐約街頭服飾品牌Pyrex Vision，他自拉夫·劳伦马球購入每件40美元的古着襯衫，並加以絹印品牌字樣及數字等設計，最終以每件550美元出售。2013年，阿布洛關閉這間實驗性的服飾公司。

### 2013－2017：Off-White及成功踏入主流
2013年，阿布洛在義大利米蘭創立高端街頭服飾品牌Off-White，這是他的首家時裝店，同時也是第二個事業體。阿布洛曾向他的投資人及時尚評論家表示「存在於黑色與白色之間灰色地帶的正是off-white這個顏色」。他在2014年推出女裝系列，並在巴黎時裝週上展示新品，更曾入選LVMH的新銳時尚設計師獎（LVMH Prize），最終卻敗給Marques'Almeida及雅克米。阿布洛在東京成立Off-White的首家概念店，並推出「Grey Area」家具系列。2017年，他與耐克合作推出名為“The Ten”的新系列，重新設計了該公司的各種暢銷鞋款。此外，他也與瑞典家具公司宜家家居合作，設計出數款「Markerad」系列居家用品及家具，預計在2019年上市。阿布洛的設計風格採用多採用引号設計，用以反諷社會規範。2017年新民族主義興起期間，阿布洛與觀念藝術家珍妮・侯哲爾合作打造一系列彰顯支持外來移民、文化整合及全球化的商品。2017年12月，他再度與侯哲爾合作為美国计划生育联合会設計T恤，以聲援2017年女性大游行。

### 2018年－2021年：路易威登

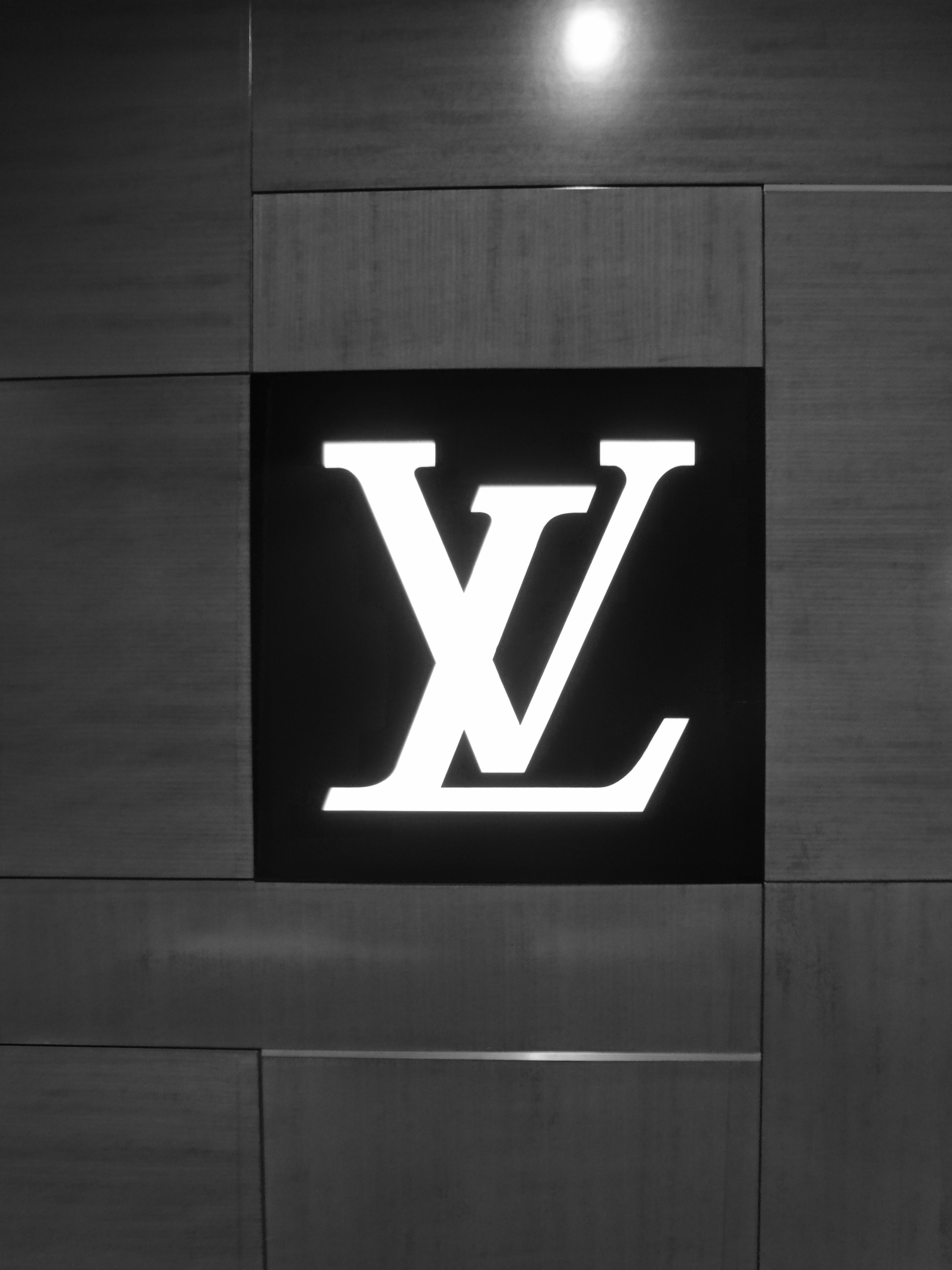
阿布洛將著名的LV標誌融入他首次為路易威登設計的男裝系列中

2018年3月25日，阿布洛獲任命為路易威登男裝系列的藝術監督，使他成為首位主導該品牌男裝系列的非洲裔設計師，同時也是少數在法國時裝界佔有一席地位的黑人設計師。他在接受這份職位時表示，「本人深感榮幸獲委任路易威登男裝藝術總監之職。我認為路易威登的傳統及創意原整性是最重要的靈感，我會以當代設計角度呈現這兩個重要的參考元素。」2018年巴黎時裝週，阿布洛於巴黎皇家宮殿花園展示他的路易威登男裝首秀，並邀請Playboi Carti、史蒂夫·拉西、A$AP Nast、戴夫·海恩斯及基德·库迪等歌手走秀。阿布洛與耐克合作，為塞雷娜·威廉姆斯設計2018年美國網球公開賽的參賽服裝。

## 個人生活
阿布洛與他的妻子香農·桑德伯格（Shannon Sundberg）於高中時相識，兩人在2009年結婚。夫妻倆與他們兒女洛（Lowe）及格雷（Grey）定居於芝加哥林肯公園，但是他因為工作的緣故很少在家，每年飛行距離達350,000英里（560,000）。

## 生病與逝世
2019年，阿布洛被診斷出患有心臟血管肉瘤，但他選擇將診斷結果保密。他於2021年11月28日在芝加哥去世，享年41歲。

## 獲獎與榮譽
阿布洛為Jay Z及肯伊·威斯特的合作專輯《目視王座》所設計的專輯封面，於2011年獲提名為第54屆葛萊美獎「最佳專輯包裝」。他在2017年英國時尚大獎贏得都市奢侈品牌獎（Urban Luxe）。阿布洛獲《時代》評為2018年全球百大最具影響力人物之一，與克里斯蒂安·西里亚诺成為該年度僅有入選的兩名設計師。

## 外部連結
- 維吉爾·阿布洛的X（前Twitter）
- 維吉爾·阿布洛的Instagram帳戶